# Carlos Julio Arosemena Tola (kanton)
Carlos Julio Arosemena Tola – kanton w Ekwadorze, w prowincji Napo. Stolicą kantonu jest Carlos Julio Arosemena Tola.